# Louisa Koon Wai Chee
Louisa Koon Wai Chee (chinesisch 官惠慈; * 26. Juli 1980) ist eine Badmintonspielerin aus Hongkong. 

## Karriere
Louisa Koon Wai Chee nahm 2000 und 2004 an den Olympischen Sommerspielen teil. Bei allen ihren vier Starts wurde sie dabei 17. 1999 hatte sie bereits die Mexico International gewonnen. Bei den Hong Kong Open 2001 wurde sie zweimal Dritte und einmal Fünfte. Platz fünf sprang auch bei den Indonesia Open des gleichen Jahres heraus.

## Sportliche Erfolge
| Saison | Veranstaltung        | Disziplin   | Platz | Name                                 |
| ------ | -------------------- | ----------- | ----- | ------------------------------------ |
| 1999   | Polish International | Mixed       | 1     | Ma Che Kong / Louisa Koon Wai Chee   |
| 1999   | Mexico International | Damendoppel | 1     | Louisa Koon Wai Chee / Ling Wan Ting |
| 2000   | Olympia              | Dameneinzel | 17    | Louisa Koon Wai Chee                 |
| 2000   | Olympia              | Mixed       | 17    | Tam Kai Chuen / Louisa Koon Wai Chee |
| 2000   | Olympia              | Damendoppel | 17    | Louisa Koon Wai Chee / Ling Wan Ting |
| 2001   | Indonesia Open       | Dameneinzel | 5     | Louisa Koon Wai Chee                 |
| 2001   | Hong Kong Open       | Damendoppel | 5     | Louisa Koon Wai Chee / Wan Ting Ling |
| 2001   | Hong Kong Open       | Mixed       | 3     | Liu Kwok Wa / Louisa Koon Wai Chee   |
| 2001   | Hong Kong Open       | Dameneinzel | 3     | Louisa Koon Wai Chee                 |
| 2004   | Olympia              | Damendoppel | 17    | Louisa Koon Wai Chee / Li Wing Mui   |